# 220 Ouest 902 et 903
Les Outrance numéros 901 et 902 sont des locomotives à vapeur construites par la SACM pour la Compagnie des chemins de fer de l'Ouest en 1893.

## Genèse
Ces deux machines furent commandées pour valider les avantages du mode compound par rapport à la simple expansion. Ces locomotives présentaient des similitudes de formes avec les locomotives d'inspiration anglaise 220-953 à 220-962 livrées à la même époque et les prototypes de la Compagnie du chemin de fer Paris-Lyon-Méditerranée.

## Description
Ces machines disposaient d'un moteur à quatre cylindres compound du type « Du Bousquet De Glehn », avec les HP extérieurs et les BP intérieurs, et la distribution était du type « Walschaerts ». Le foyer était un foyer de type « Belpaire » . Le bogie était à longerons intérieurs et avait un déplacement latéral de + ou - 35 mm. L'échappement était de type « à double valve » avec une cheminée à chapiteau.

## Utilisation et services
Dès leur livraison ces prototypes furent affectées au dépôt des Batignolles. Elles furent incluses dans le roulement des 220-953 à 220-962 après une mise au point très minutieuse. Elles firent montre d'une plus faible consommation de combustible et plus bizarrement de frais d'entretien moins élevés !
En 1898 elles furent réimmatriculées : 220-501 et 220-502 et assurèrent alors de concert avec les 220 Ouest 503 à 562 (futures : 3-220 B 503 à 562 ), en cours de livraison, les services rapides au départ de Paris vers Rouen, Le Havre, Évreux et Caen. En 1902 elles furent cantonnées au service moins dur sur la ligne du Havre après la fin des livraisons des 220 Ouest 503 à 562.
Lors de la fusion avec la Compagnie des chemins de fer de l'État, en 1909, elles furent de nouveau réimmatriculées : 220-501 et 200-502. En 1914, elles furent mutées au dépôt de Rouen-Orléans où elles ne firent plus que du service omnibus et semi-direct.
La 220-501 fut arrêtée en 1928 et la 220-502 en 1927, ce qui constitue une belle performance de longévité pour des prototypes.

## Tender
Les tenders qui leur furent accouplés étaient soit :
- au début de leur carrière, à 2 essieux et contenant 10,5 m3 d'eau et 3,5 t de charbon immatriculés 10511 à 10514 et qui deviendront les 3-10 ? ? à ?
- au cours de leur carrière, à bogies et contenant 18 m3 d'eau et ? t de charbon immatriculés 18001 à 18020 et qui deviendront les 3-18 ? ? à ?
- à la fin de leur carrière, à 2 essieux et contenant 12 m3 d'eau et ? t de charbon immatriculés 12501 à 12510 et qui deviendront les 3-12 ? ? à ?

## Caractéristiques
- Pression de la chaudière : 14 kg/cm2
- Diamètre des cylindres HP : 320 mm
- Diamètre des cylindres BP : 500 mm
- Diamètre des roues motrices : 2010 mm
- Diamètre des roues de l'essieu : 900 mm
- Masse en ordre de marche : 46,5 t
- Masse adhérente : 28,9 t
- Longueur hors tout : ?? m
- Masse du tender en ordre de marche : 
26,3t pour les 10511 à 10514
? t pour les 18001 à 18020
? t pour les 12501 à 12510
- Masse totale : entre 72,8 t et ?? t suivant le tender accouplé
- Longueur totale : ??
- Vitesse maxi en service : ?? km/h